# Vương Nhị
Vương Nhị (chữ Hán: 王二, ? - 1629), người Bạch Thủy, Thiểm Tây, thủ lĩnh đầu tiên của phong trào khởi nghĩa nông dân cuối đời Minh.

## Quá trình hoạt động
Cuối đời nhà Minh, Thiểm Bắc và bắc bộ Quan Trung hạn hán nhiều năm, nạn đói ngày càng nghiêm trọng, lại thêm bệnh dịch hoành hành. Trong lúc tai ương liên tiếp ập đến, Thiểm Tây tuần phủ Kiều Ứng Giáp chẳng những không giảm miễn tô thuế, chẩn tế nạn dân, mà còn tăng cường lao dịch, đốc thúc quan lại địa phương thu thuế. Tháng 7 năm Thiên Khải thứ 7 (1627), bọn nông dân Vương Nhị, Chủng Quang Đạo tụ tập mấy trăm nạn dân đánh cướp kho lẫm triều đình, phát lương thực cho dân đói.
Sau đó, Vương Nhị sợ bị quân Minh vây diệt, chạy về phía bắc Lạc Hà. Lực lượng ngày càng lớn mạnh, nghĩa quân chuyển sang hoạt động ở các huyện vùng núi Vị Bắc. Năm Sùng Trinh thứ 2 (1629), Dương Hạc làm Thiểm Tây tam biên tổng đốc, tiến hành vây tiễu nghĩa quân. Vương Nhị thua trận, bị Thương Lạc đạo Lưu Ứng Ngộ bắt được và giết chết.